# Žofie Přemyslovna
Žofie Přemyslovna, (německy Sophie von Böhmen, zemřela 24. května? 1195) byla míšeňskou markraběnkou z dynastie Přemyslovců.
Byla dcerou českého knížete Bedřicha a Alžběty, dcery uherského krále Gejzy II. 23. dubna 1186 byla v Ústí nad Labem provdána za Albrechta Pyšného, staršího syna míšeňského markraběte. Albrecht byl v ostrém sporu se svým otcem, který prosazoval na jeho úkor mladšího bratra Dětřicha.
Spory mezi oběma bratry o moc a majetek pokračovaly i po otcově smrti. Albrecht se v letech 1194-1195 zúčastnil výpravy císaře Jindřicha VI. do Itálie. Zemřel při návratu z Itálie již v létě téhož roku pravděpodobně v důsledku nemoci či jedu. Není zcela jisté, kdy přesně Žofie roku 1195 zemřela, poslední odpočinek nalezla po manželově boku v klášteře Altzella.